# Forte Capuzzo
La Ridotta Capuzzo o Forte Capuzzo (arabo: حصن كابوتزو) o "Trigh Capuzzo Amseat", era una fortezza del Regio Esercito nella colonia italiana della Libia, vicina al confine libico-egiziano e alla barriera di filo spinato che correva lungo la frontiera egiziana, fatta costruire dal generale Graziani, per chiudere le rotte di approvvigionamento dei ribelli dall'Egitto. Il forte fu costruito durante la guerra contro i ribelli Senussi, come parte di una barriera lungo i confini Libia-Egitto e Libia-Sudan; la barriera di filo spinato lunga ben 270 chilometri e integrata da una serie di fortezze, dal porto di Bardia all'oasi di Giarabub, venne costruita in sei mesi, da aprile a settembre del 1931, per impedire ai Senussi di muoversi liberamente oltre il confine. Il forte cambiò di mano diverse volte nel corso della seconda guerra mondiale, durante la guerra del deserto, prima della fine delle operazioni nel teatro nordafricano. 

## La fortezza

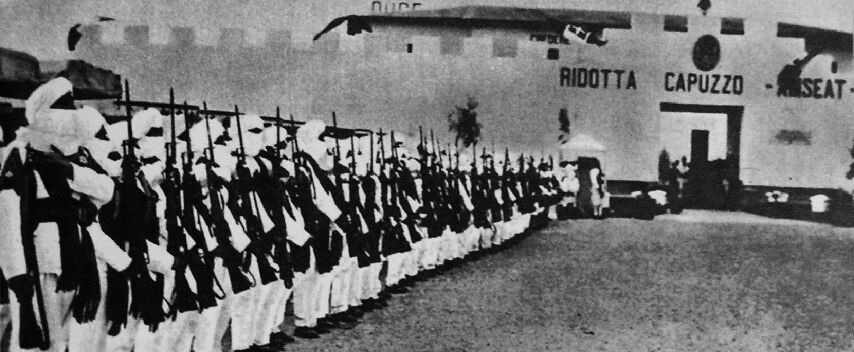
Militari del RCTC della Libia schierati

Il forte, intitolato all'aviatore Ferruccio Capuzzo, morto nel 1925 durante la riconquista della Libia, aveva quattro muri di pietra merlati intorno a un cortile, con alloggi ai margini ed era la base per le guardie di frontiera e le pattuglie di auto blindate del Regio Esercito. "Trigh Capuzzo Amseat" era formata dalla parola araba trigh (o tarigh) che significa "strada, cammino, via" ed Amseat che è il nome della regione al confine libico egiziano nel quale sorgeva il forte, che si trovava a 5 chilometri dalla linea di confine con l'Egitto, lungo la camionabile che scendeva da Bardia e che da quel punto in poi sterzava bruscamente verso est, attraversava il confine libico - egiziano e, scendendo dal ciglione libico, raggiungeva Sollum a circa 20 chilometri dopo il confine libico-egiziano. Una pista correva a sud del forte, appena ad ovest del confine, fino a Sidi Omar, Forte Maddalena e Giarabub.
Il "Forte Capuzzo" rappresentava un punto di passaggio obbligato per gli automezzi che dalla Libia volevano passare in Egitto e viceversa. Subito dopo aver lasciato Forte Capuzzo ed aver varcato la linea di confine come primo insediamento abitato in territorio egiziano la camionabile incontrava il presidio anglo-egiziano di Musaid a circa 10 chilometri dopo il confine. Forte Capuzzo era l’ultimo presidio di controllo di frontiera italo-libico, in direzione del confine con l'Egitto, mentre Musaid era la controparte anglo-egiziana di Forte Capuzzo. Più a sud Forte Maddalena era un posto di controllo alla frontiera esattamente come Forte Capuzzo.

## Seconda guerra mondiale
Nel giugno 1940 lo schieramento italiano di frontiera comprendeva una copertura articolata in due settori:

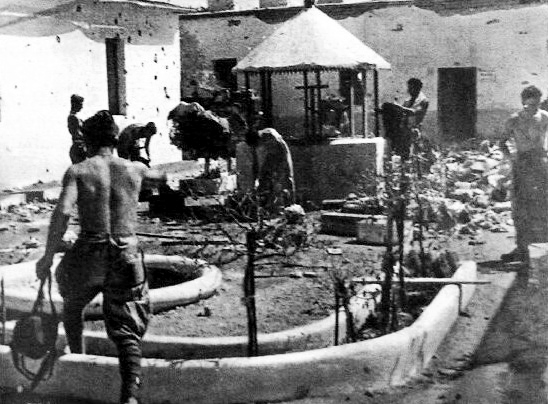
Militari italiani all'interno del forte

1. A nord c’era il settore costiero, o di Amseat, tenuto dalla piazza di Bardia, dalla "Ridotta Capuzzo", dal presidio di Sidi Omar;
2. All’interno e più a sud c’era il settore interno, o di Giarabub, con la "Ridotta Maddalena" e l’oasi di Giarabub; subito alle spalle di questo schieramento difensivo di confine presidiato per lo più da libici era dislocata la 10ª Armata del generale Mario Berti.

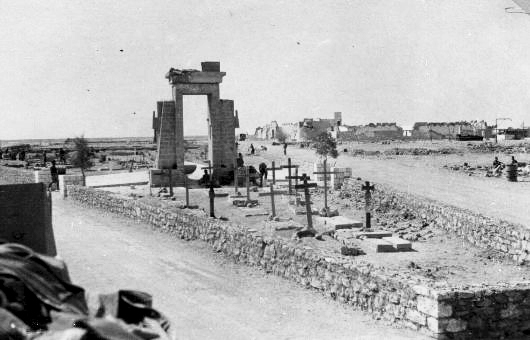
Tombe di militari tedeschi

Il 14 giugno 1940, solo quattro giorni dopo la dichiarazione di guerra dell'Italia alla Gran Bretagna, la Forte Capuzzo venne occupato dalle forze britanniche per mano dell'11º Reggimento Ussari ed elementi del 1º Reggimento Reale corazzato, ed in prossimità di Forte Capuzzo il 16 giugno 1940 avvenne quello che viene considerato il primo scontro tra carri italiani ed inglesi della campagna in Africa settentrionale. Le forze britanniche non riuscirono però a mantenerne a lungo l'occupazione per mancanza di uomini e mezzi e a fine giugno 1940 il forte venne rioccupato dagli italiani. Il possesso di Forte Capuzzo fu consolidato durante l'attacco a Sidi Barrani, in Egitto. In queste azioni furono coinvolte la 1ª Divisione CC.NN. "23 marzo" e la 2ª Divisione CC.NN. "28 ottobre".
Nel dicembre dello stesso anno la Western Desert Force riprese il forte durante l'Operazione Compass, ma il 12 aprile 1941 il forte venne riconquistato dalle truppe tedesche di Rommel, durante l'assedio di Tobruk. Il forte cadde nuovamente in mano ai britannici solo per due giorni, il 15 e il 16 maggio del 1941, durante l'Operazione Brevity, ma l'offensiva britannica venne respinta dalle forze italo-tedesche.
Il 22 novembre 1941 il forte venne rioccupato dalle forze britanniche per mano della 2ª Divisione neozelandese durante l'Operazione Crusader, ma venne rioccupato dalle forze italo-tedesche prima della battaglia di Ain el-Gazala.
Il forte cadde definitivamente nelle mani degli Alleati dopo la seconda battaglia di El Alamein nel novembre 1942.